# Houssen Abderrahmane
Houssen Abderrahmane (ur. 3 lutego 1995 w Creil) – mauretański piłkarz grający na pozycji lewego obrońcy. Od 2022 jest zawodnikiem klubu Marignane Gignac Côte Bleue FC.

## Kariera klubowa
Swoją karierę piłkarską Abderrahmane rozpoczynał w juniorach takich klubów jak: Liancourt (2001-2008), US Chantilly (2008-2009), RC Strasbourg (2009-2011), FC Lorient (2011-2013) i Amiens SC (2013-2015). W 2015 został zawodnikiem piątoligowego US Raon-l'Étape. W sezonie 2015/2016 awansował z nim do czwartej ligi. W 2018 roku przeszedł do CS Louhans-Cuiseaux. W sezonie 2018/2019 wywalczył z nim awans z piątej do czwartej ligi.
W 2020 roku Abderrahmane trafił do belgijskiego drugoligowego RWD Molenbeek. Swój debiut w nim zaliczył 22 sierpnia 2020 w wygranym 2:0 domowym meczu z rezerwami Club Brugge. Był to zarazem jego jedyny mecz rozegrany w barwach Molenbeek.
W 2021 Abderrahmane został zawodnikiem trzecioligowego Francs Borains. Swój debiut w nim zanotował 12 września 2021 w wygranym 2:0 domowym meczu z UR La Louvière Centre.
| Sezon   | Klub                | Kraj    | Rozgrywki              | Mecze | Gole |
| ------- | ------------------- | ------- | ---------------------- | ----- | ---- |
| 2015/16 | US Raon-l'Étape     | Francja | CFA 2                  | 15    | 0    |
| 2016/17 | US Raon-l'Étape     | Francja | CFA                    | 27    | 2    |
| 2017/18 | US Raon-l'Étape     | Francja | Championnat National 2 | 28    | 1    |
| 2018/19 | CS Louhans-Cuiseaux | Francja | Championnat National 3 | 23    | 5    |
| 2019/20 | CS Louhans-Cuiseaux | Francja | Championnat National 2 | 19    | 1    |
| 2020/21 | RWD Molenbeek       | Belgia  | Eerste klasse B        | 1     | 0    |

## Kariera reprezentacyjna
W reprezentacji Mauretanii Abderrahmane zadebiutował 6 października 2016 w przegranym 0:4 towarzyskim meczu z Kanadą, rozegranym w Marrakeszu. W 2022 roku został powołany do kadry na Puchar Narodów Afryki 2021. Na tym turnieju rozegrał jeden mecz grupowy, z Mali (0:2)